# Garam Hawa
Garam Hawa (Gorący wiatr, ang. Hot Winds lub Scorching Winds) – indyjski dramat z 1973 na temat problemów muzułmanów po podziale Indii pozostałych w kraju. Wyreżyserowany przez M. S. Sathyu. Scenariusz na podstawie opowiadania Ismat Chughtai - Kaifi Azmi i żona reżysera  Shama Zaidi. Film nakręcono w Agrze i Fateh Sikri. Zapoczątkował on karierę aktorską  Farooqa Shaikha. Większość aktorów w filmie to aktorzy teatralni. Balraj Sahni zagrał tu ostatnią i jedną z najważniejszych ról w swojej karierze.  Tematem filmu są problemy muzułmańskiej rodziny, która po podziale Indii w 1947 roku pozostała w Indiach i teraz waha się, czy nie powinna emigrować do Pakistanu. To jeden z nielicznych filmów, który zajmuje się tym problemem (oprócz Mammo (Shyam Benegala z 1994).
Razem z debiutem Shyam Benegala Ankur (1973) film uznawany jest za znak rozpoznawczy artystycznego kina Indii.
W 2005, Indiatimes Movies film zaliczono do 25 najbardziej godnych uwagi filmów Bollywoodu, (Top 25 Must See Bollywood Films).
Film został wybrany jako oficjalny kandydat do Oscara za film nieangielskojęzyczny.

## Adaptacja
Film jest adaptacja opowiadania Ismata Chughtai dokonaną przez uznanego poety piszącego w języku urdu Kaifi Azmi. Film w porównaniu z opowiadaniem pokazuje dramat podziału Indii nie jako coś, co bohater obserwuje (tak jest w książce), ale jako coś, co przeżywa na własnej skórze.  Reżyser filmu M.S. Sathyu,  powiedział Chciałem pokazać grę politycznych planów...Jak wielu z nas naprawdę chciało podziału. Popatrzcie, do jakiego cierpienia to się przyczyniło".

## Wokół tematu - Podział Indii
To jeden z nielicznych filmów, które zajmują się kontrowersyjną tematyką podziału Indii na Indie i Pakistan. W 1947 roku. Inne filmy na ten temat to Kartar Singh (1959) (pakistański), Chhalia (Manmohan Desai z 1960), Dharamputra (Yash Chopra z 1961), Tamas (Govind Nihalani 1986), Train to Pakistan (Pamela Rooks 1998),Shaheed-e-Mohabbat Boota Singh (Manoj Punj 1999), Gadar: Ek Prem Katha (Anil Sharma - 2001) i Pinjar (Chandra Prakash Dwivedi 2003).
Mimo że film podejmuje tematykę podziału Indii został nagrodzony  Nagrodą Nargis Dutt za podtrzymywanie jedności Indii (nagrodę te dostał także Mr. and Mrs. Iyer).

## Obsada
- Balraj Sahni - Salim Mirza
- Geeta Siddharth  - Amina Mirza
- Farooq Shaikh - Sikander Mizra
- Dinanath Zutshi - Halim
- Badar Begum - matka Salima
- Shaukat Kaifi
- A. K. Hangal
- Abu Siwani - Baqar Mirza
- Jalal Agha - Shamshad
- Jamal Hashmi - Kazim

## Nagrody

### Nagroda Akademii Filmowej
- 1974:  oficjalny kandydat do Oscara za film nieangielskojęzyczny.

### Międzynarodowy Festiwal Filmowy w Cannes
- 1974:Międzynarodowy Festiwal Filmowy w Cannes: nominacja do Złotej Palmy

### National Film Awards
- 1974: Nagrodą Nargis Dutt za podtrzymywanie jedności Indii

### Nagrody Filmfare
- 1975:Nagroda Filmfare za Najlepsze Dialogi – Kaifi Azmi
- 1975:Nagroda Filmfare za Najlepszy Scenariusz – Shama Zaidi, Kaifi Azmi
- 1975:Nagroda Filmfare za Najlepszą Historię – Ismat Chughtai, Kaifi Azmi